# Борани
Бораните, нарични още бороводороди, са вид химични съединения, водородни съединения на бора. Открити са от немския химик Алфред Сток в периода 1912 – 1937 г., който и дал името им. Могат да бъдат твърди, течни или газообразни. Съществуват няколко вида борани.
Синтезирани и характеризирани са от немския химик Алфред Сток в периода 1912 – 1937 г., който и дал името им. Той открил борани с общи формули BnH2n+4 и BnH2n+6. Тъй като леките борани са летливи, чувствителни на въздух и влага и токсични, Сток развива високовакуумни методи и апаратури за изследването им.
През 40-те години на 20 век започва тяхното интензивно изучаване.
През Втората световна война правителството на САЩ финансира програми за намиране на летливи уранови компоненти за разделяне на изотопи. През 1950 г., когато се отделят средства за развитие на високоенергийни горива за ракети и самолети, се открива, че бораните и производните им отделят много по-голямо количество топлина от въглеводородните горива.

## Физични свойства
Диборанът и тетраборанът(10) са газове, пента- и хескаборанът са течности, а останалите са твърди вещества. Температурите им на топене и кипене нарастват с увеличаване на молекулната маса.
| Формула | Наименование   | T, °C  | TK, °C |
| ------- | -------------- | ------ | ------ |
| B2H6    | диборан        | -165,5 | -92,5  |
| B4H10   | тетраборан(10) | -120   | 16     |
| B5H9    | пентаборан(9)  | -46,8  | 58,4   |
| B5H11   | пентаборан(11) | -123,3 | 65     |
| B6H10   | хексаборан(10) | -65,1  | 108    |
| B10H14  | декаборан(14)  | 99,5   | 213    |

Леките борани са летливи. Те са безцветни, диамагнитни, с неприятна миризма, силно отровни при вдишване или попадане върху кожата.

## Химични свойства

### Борани
Бораните са термодинамично неустойчиви съединения. Те не могат да се получат чрез пряк синтез. Най-простият боран (BH3) не съществува при обикновени условия.
Много реакционноспособни са и някои от тях с по-малка молекулна маса се самозапалват на въздуха. Горят със зелен пламък:
{\displaystyle {\ce {B2H6 + 3O2 -> B2O3 + 3H2O}}}.
Други характерни реакции на диборана:
{\displaystyle {\ce {B2H6 + HCl -> B2H5Cl + H2}}},
{\displaystyle {\ce {B2H6 + 6HCl ->[{↓t}] 2BCl3 + 6H2}}};
{\displaystyle {\ce {B2H6 + 6H2O -> 2B(OH)3 + 6H2}}};
{\displaystyle {\ce {B2H6 + 2NaOH + 6H2O -> 2Na[B(OH)4] + 6H2}}}.
Диборанът дава голям брой органични производни.
По химичните си свойства леките борани са подобни на диборана. Бораните са киселини на Луис и могат да реагират с основи на Луис. Разцепването на молекулата може да стане симетрично или несиметрично, например:
{\displaystyle {\ce {H2BH-HBH2 + 2 N(CH3)3 -> 2 H3B-N(CH3)3}}},
{\displaystyle {\ce {H2B=H2BH2 + 2NH3 -> [H2B(NH3)2]^+ + [BH4]^-}}}.
Последната реакция се извършва със силна основа на Луис.
При по-тежките борани не се извършва разцепване, а депротониране:
{\displaystyle {\ce {B4H10 + P(CH3)3 -> [HP(CH3)3]^+ [B4H9]^-}}}.
Това се случва при превръщане на трицентрона двуелектронна връзка в двуцентрова двуелектронна връзка без съществено разрушаване:
{\displaystyle {\ce {B-H-B -> [B-B]^- + H^+}}}.
В такъв случай бораните действат като киселини na Брьонстед i Louri, а киселинните им свойства се усилват с увеличаване на молекулната маса:
B5H9 < B10H14.
Това се обяснява с по-голямата делокализация на заряда при по-големите клъстери на бораните. Свойствата на бораните се обясняват с електроннодефицитната химична връзка между атомите. Тя е причината в тези съединения да се образуват двуцентрови ковалентни B–H връзки, трицентрови мостови B–H-B връзки, двуцентрови ковалентни В–В връзки, трицентрови В–В–В и многоцентрови борни връзки.

### Борхидридни аниони
Най-простият борхидриден анион е тетрахидридоборатният комплексен йон, BH4-, който е изоелектронен на CH4 и NH4+. Съединенията на алкалните метали с BH4- са най-стабилни. Те имат солеобразен характер с йонна връзка. Разтварят се добре във вода, течен амоняк, някои амини и етери. Получават се от алкални хидриди при взаимодействие с B2H6 или BX3 в подходящ разтворител:
{\displaystyle {\ce {2LiH + B2H6 ->[{Et₂O}] 2Li[BH4]}}};
{\displaystyle {\ce {4NaH + BCl3 -> Na[BH4] + 3NaCl}}}.
Най-използван е NaBH4. Намерен е промишлен метод за неговото получаване от боракс, примесен с пясък:
{\displaystyle {\ce {Na2B4O7 + 7SiO2 +16Na +8H2 ->[{t°=450-500°C}] 4Na[BH4] + 7Na2SiO3}}}.
Натриевият тетрахидридоборат се екстрахира от сместа с течен амоняк и от този разтвор се отделя бял прах. От него се получават тетрахидридоборатите на дву- и тривалентните метали чрез обменна реакция във воден разтвор:
{\displaystyle {\ce {3NaBH4 + AlCl3 ->[{H₂O}] Al[BH4]3 + 3NaCl}}}.
Литиевият, натриевият и калиевият тетрахидридоборат са търговски продукти и широко се използват в органичния синтез.

## Видове борани

### Едноклъстерни борани
Съществуват няколко вида борани. Техните наименования се образуват с посочване на броя на борните и водородните атоми и дескрипторна представка в наклонен шрифт, отделена от името с късо тире „-“.
| Дескриптор  | Скелетни електронни двойки | Базов хидрид | Описание на структурата |
| ----------- | -------------------------- | ------------ | --- |
| хиперклозо- | n                          | BnHn         | Нестабилна затворена многостенна структура само с триъгълни страни. |
| клозо-      | n+1                        | BnH2n+2      | Затворена полиедрена структура само с триъгълни страни. |
| клозо-      | n+1                        | [BnHn]2-     | Открити са борхидридни аниони във вид на поледри с обща формула [BnHn]2-, наречени клозо-борхидридни аниони. Познати са аниони със състав n=5 до n=12. Клозо-борхидридите и техните карбонилни аналози са термодинамично устойчиви съединения с умерена реакционна способност.                                                 |
| нидо-       | n+2                        | BnH2n+4      | Гнездоподобна, незатворена многостенна структура. Заети са n върха на базовия (n+1)-атомен клозо-многостен. Името им произлиза от латинската дума „nidus“ – гнездо, защото имат структура, приличаща на гнездо.[BnHn]4- се получават при прибавяне на два електрона към клозо-[BnHn]2-, разтваряйки пирамидалната му струкура. |
| нидо-       | n+2                        | [BnHn]4-     | Гнездоподобна, незатворена многостенна структура. Заети са n върха на базовия (n+1)-атомен клозо-многостен. Името им произлиза от латинската дума „nidus“ – гнездо, защото имат структура, приличаща на гнездо.[BnHn]4- се получават при прибавяне на два електрона към клозо-[BnHn]2-, разтваряйки пирамидалната му струкура. |
| арахно-     | n+3                        | BnH2n+6      | Гнездоподобна, незатворена многостенна структура. Заети са n върха на базовия (n+2)-атомен клозо-многостен. Името им произлиза от гръцката дума „ἀράχνη“ – паяжина, защото структурата им прилича на паяжина. |
| хифо-       | n+4                        | BnH2n+8      | Гнездоподобна, незатворена многостенна структура. Заети са n върха на базовия (n+3)-атомен клозо-многостен. Открити само в адукти. |
| кладо-      | n+5                        | BnH2n+10     | Гнездоподобна, незатворена многостенна структура. Заети са n върха на базовия (n+4)-атомен клозо-многостен. |
| фиско-      | n+5                        |              | |
| ретикуло-   | n+6                        |              | |

Тези представки не се използват за най-простите борани, които могат да бъдат разглеждани като получени от клозо-борани.

### Полислъстерни борани
| Дескриптор | Описание на структурата      |
| ---------- | ---------------------------- |
| кладо-     | разклонени клъстери          |
| конюкто-   | конюгирани клъстери          |
| мегало-    | множесто конюгирани клъстери |

## Производни на бораните

### Ненаситени борани
Борените са производни на бораните, съдържащи двойна B=B връзка. Борините са производни на бораните, съдържащи тройна B≡B връзка.

### Хетероборани
Хетеробораните са борани, в чиито молекули има поне един атом, различен от B и H. Получаването на хетероборани често налага добавяне на хетероатоми към нидо-борани в т. нар. реакции с разширяване на скелета. Два от най-използваните борани за този синтез са нидо-B5H9 и нидо-B10H14.
При взаимодействие на бораните с някои органични производни се получават молекули, съдържащи борни и въглеродни атоми. Тези съединения се наричат карборани или карбоборани. Те са по-устойчиви от бораните и са силни редуктори. Аналогично на въглеводородите, при тях са възможни много производни.
Металакарбобораните са съединения, които съдържат гроздови многостени, изградени от въглерод, бор и метални атоми в различни комбинации. Първите гроздове от металакарбоборани са синтезирани от Хоторн (Hawthorne) през 1965 г. и са получени от икосаедричния клозо-карбоборан 1,2-C2B10H12 чрез заместване на един връх BH с метален център.
Органобораните са органични съединения, съдържащи връзката C–B.

## Номенклатура
Неутралните полиборни хидриди се наричат борани, а най-простата възможна базова структура, BH3, се нарича бороводород, боран или моноборан. Броят на борните атоми в молекулата на борен хидрид се дава с мултиплицираща представка. Броят на водородните атоми се представя с арабско число в кръгли скоби веднага след името. Такива наименования носят композиционна информация (B20H16 – ейкозаборан(16)).

### Систематично номериране на многостенни клъстери
Борният скелет на всеки клъстер трябва да се номерира систематично, така че да позволи недвусмислено номериране на заместени производни. За целта се приема, че борните атоми от клозо-структури заемат равнини, разположени перпендикулярно спрямо оста с най-голяма симетрия. Ако има няколко такива оси, се избира онази, която се пресича от най-много перпендикулярни равнини.
Номерирането започва от най-близкия борен атом, когато клъстерът се наблюдава по направление на тази ос, и продължава обратно на часовниковата стрелка за борните атоми от първата равнина. Номерирането продължава по същия начин в следващата равнина, започвайки от борния атом, разположен най-близо до борния атом с най-малък атом от предишната равнина.

### Скелетно заместване
Възможно е скелетната структура на борани да бъде запазена в техни производни, в които един или повече борни атоми са заместени с други атоми. Наименованията на тези съединения се образуват чрез адаптиране на заместителната номенклатура, което води до имена като карбоборани, фосфоборани, тиоборани и т.н.
В хетеробораните броят на най-близките съседи на хетероатома е различен. Адаптират се на заместителните наименования към полиборни съединения.
Заместването на борен атом с друг атом се посочва в наименованието заедно с броя на водородните атоми в резултатната полиедрена структура. Представките клозо, нидо, арахно и т.н. се запазват за описание на борни хидриди. Позициите на заместващите хетероатоми в полиедрената рамка се посочват с локанти, които като група са възможните най-малки числа, съответсващи на номерирането в базовия полиборан.

## Получаване
Бораните са термодинамично неустойчиви съединения. Те не могат да се получат чрез пряк синтез поради много голямата енергия на връзката в молекулата на водорода (436 kJ/mol) и голямата енергия на атомизация на бора (565 kJ/mol).
Диборанът се получава лабораторно при взаимодействие на борен халогенид с LiAlH4 или LiBH4 в етерен разтвор:
{\displaystyle {\ce {3LiAlH4 + 4BF3 -> 2B2H6 + 3 LiAlF4}}}.
Синтезът се извършва във вакум, защото B2H6 се самозапалва на въздух.
Разработени са няколко промишлени метода за получаването на борани.
- Редукция на BF3 с натриев хидрид:

{\displaystyle {\ce {2BF3 + 6NaH ->[{180°C}] B2H6 + 6NaF}}}.
- Взаимодействие на алкални тетрахирогенборати с фосфорна киселина:

{\displaystyle {\ce {2KBH4 + 2H3PO4 -> B2H6 ^ + 2Na2H2PO4 + H2 ^}}}
От диборана се получават всички останали борани, като се регулира налягането, температурата и скоростта на процеса. Например B4H10 се получава като диборан се държи 10 дни под налягане под 25 °C:
{\displaystyle {\ce {2B2H6 -> B4H10 + H2}}}.